# 펭귄 북스
펭귄 북스(Penguin Books)는 영국의 책 출판사이다. 1935년 앨런 레인에 의해 더 보들리 헤드의 한 출판사로 창립되었으며, 몇 년 후에 분리되었다. 2013년 7월 1일부터 펭귄 그룹이 랜덤하우스에 합병되어 펭귄 랜덤 하우스가 설립됨에 따라, 펭귄 랜덤 하우스 산하 임프린트가 되었다.